# Martin du Bellay
Pour les articles homonymes, voir Famille Du Bellay.
Martin du Bellay, né en 1495 et mort le 9 mars 1559 à Glatigny dans le Perche, est un historien français, lieutenant général en Normandie, et roi ou prince d'Yvetot, sous le nom de Martin II, par son mariage avec Élisabeth Chenu, propriétaire de cette principauté.

## Biographie
Troisième fils de Louis du Bellay et de Marguerite de La Tour-Landry, Martin appartint à la célèbre fratrie Du Bellay qui occupa une place importante dans l'armée, la diplomatie et les belles-lettres sous François Ier et Henri II.
Après la mort de son frère Guillaume du Bellay de Langey en 1543, Martin hérita du titre de seigneur de Langey. Guillaume ayant laissé ses Ogdoades inachevées, ce fut d'abord à Jean Du Bellay que revint la tâche de les terminer, mais il abandonna ce projet qui revint finalement à Martin. Chevalier de l'ordre de Saint-Michel en 1555, il annonça en 1556 son projet d'inclure dans ses propres Mémoires les fragments des Ogdoades qu'il avait réussi à récupérer.

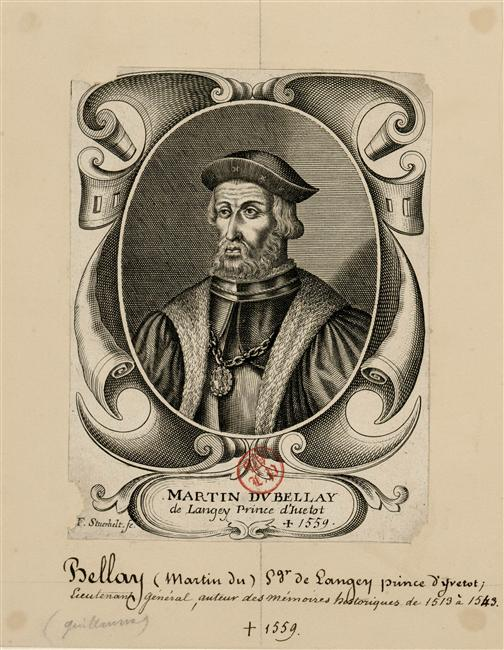
Martin II prince d'Yvetot

Ces Mémoires ne furent publiés qu'à titre posthume, en 1569, sur ordre de René du Bellay, baron de la Lande, gendre de Martin ; l'édition fut établie par Henri de Mesmes et peut-être Guillaume Cappel. 
Couvrant les années 1513 à 1547 (la mort de François Ier), ils comprennent 10 livres, dont les 5e, 6e et 7e portent pour titre Mémoires de Guillaume du Bellay. Ce sont en fait des fragments de la 5e ogdoade de Guillaume du Bellay, qui couvrent les années 1536 à 1540. Mais Martin a réutilisé d'autres fragments aux livres I (1re ogdoade), IV, VIII et IX (5e ogdoade) des Mémoires. 
Alors que Guillaume s'étendait plus volontiers sur la diplomatie, Martin s'attarde davantage sur les descriptions des batailles et des sièges où il s'est trouvé. Ces Mémoires furent réédités (notamment par l'abbé Lambert, Paris, 1753, 7 vol, in-12), avec les Mémoires du maréchal de Fleuranges et le Journal de Louise de Savoie, pour servir à l'histoire du règne de François Ier puis, dans de plus grandes collections de Mémoires, pour servir à l'histoire de France. Ils ont fait l'objet d'une édition critique par V.-L. Bourrilly et F. Vindry au début du XXe siècle.

## Principales éditions desMémoiresde Martin et Guillaume
- Les Mémoires de Mess. Martin Du Bellay ,... contenans le discours de plusieurs choses advenues au royaume de France depuis l'an 1513 jusques au trespas du roy François Ier, ausquels l'autheur a inséré trois livres et quelques fragmens des Ogdoades de Mess. Guillaume Du Bellay,... Oeuvre mis nouvellement en lumière... par Mess. René Du Bellay  , Paris, Pierre L'Huillier, 1569[5].
- Mémoires de Martin et Guillaume du Bellay, éd. Bourrilly et Vindry, Paris, Renouard, 1908-1919[4].